# Portret córki Heleny z krogulcem
Portret córki Heleny z krogulcem – obraz autorstwa Jana Matejki, namalowany techniką olejną na desce w latach 1882-1883. Obraz przedstawia jego córkę Helenę w tradycyjnym stroju staropolskim, trzymającą w ręku krogulca. Na białą koszulę narzucono tradycyjny gorset ludowy pochodzący ze Śląska, znany jako „żywotek cieszyński”. Ten wyjątkowy element stroju, pełen historycznego znaczenia, można podziwiać w zbiorach Domu Jana Matejki.

## Kontekst historyczny i artystyczny
Matejko, znany przede wszystkim z monumentalnych obrazów historycznych, stworzył ten portret podczas pobytu w Krzesławicach, wiejskim majątku rodziny. Obraz był wystawiany po raz pierwszy w 1884 roku w Krakowie (Muzeum Narodowe Sukiennice), a później we Lwowie (wystawa obrazów Matejki w 1884) i Poznaniu (Pałac Działyńskich – 1884).

## Wartość rynkowa
13 grudnia 2023 roku Portret córki Heleny z krogulcem został sprzedany na aukcji w Domu Aukcyjnym Polswiss Art za rekordową kwotę 12,6 miliona złotych (15 milionów złotych z opłatami aukcyjnymi). Po śmierci Jana Matejki obraz należał do córki Heleny Unierzyskiej, a od roku 1938 do dr. Andrzeja Wołoszyńskiego.